# 塔巴伊夫卡 (切爾尼戈夫區)
51°38′26″N 31°6′31″E / 51.64056°N 31.10861°E

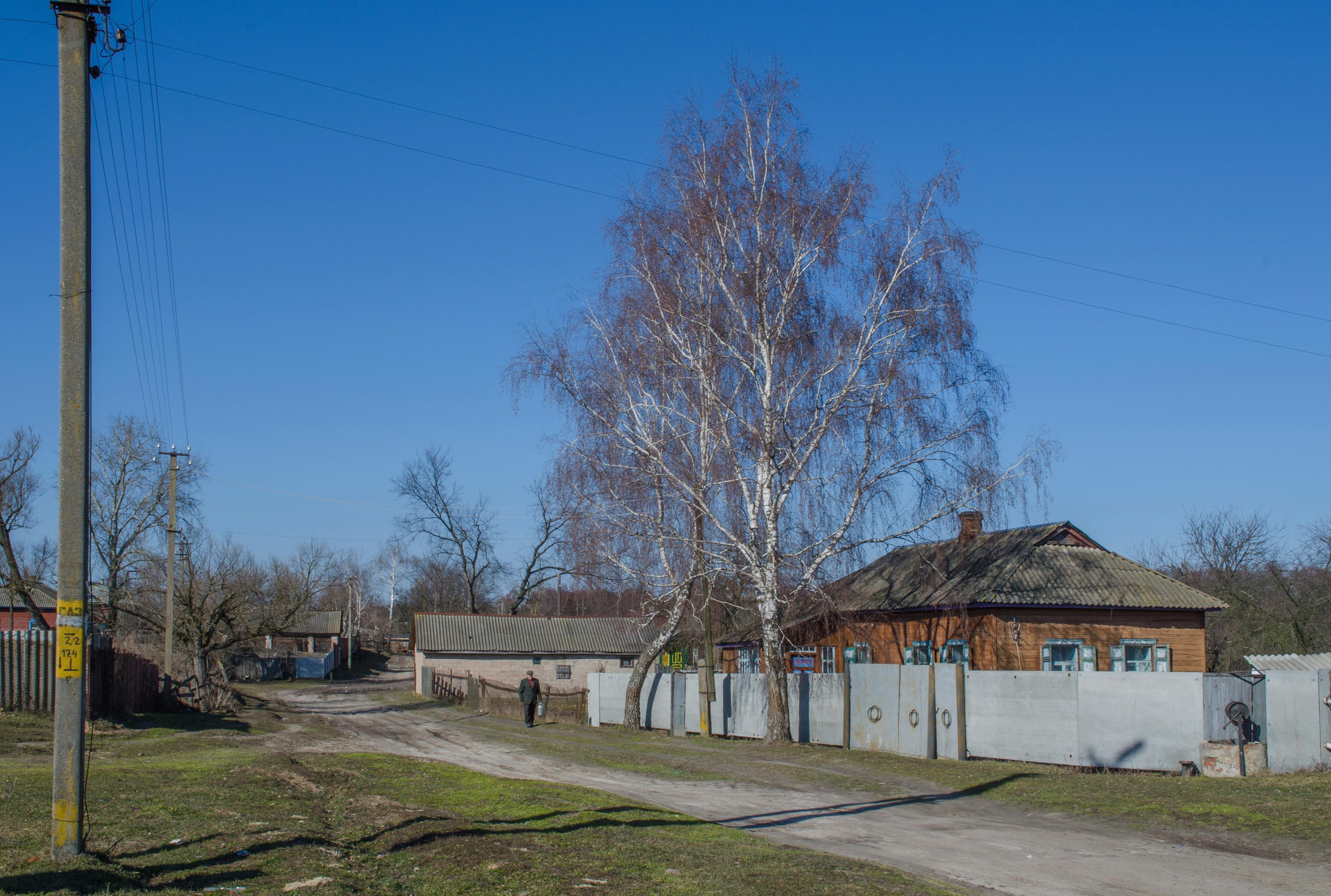

塔巴伊夫卡（烏克蘭語：Табаївка），是烏克蘭北部切爾尼希夫州切爾尼希夫區新比洛乌斯市镇的村落。始建於十七世紀，面積1.09平方公里，海拔高度132米，2001年人口137，人口密度每平方公里126人。